# Annibale Bergonzoli
Annibale Bergonzoli (Cannobio, 1 de noviembre de 1884-Cannobio, 31 de julio de 1973) fue un militar italiano, con grado de general, destacado por su actividad durante la Segunda Guerra Mundial y especialmente en diversas actividades de tipo imperialista del fascismo italiano, como su intervención en la guerra civil española (donde mandó una unidad italiana, la 133.ª División blindada Littorio, en apoyo de los sublevados franquistas) o la invasión de Etiopía.

## Biografía

### Guerras coloniales italianas
Ingresó en el Regio Esercito italiano en 1911, comenzando como subteniente su carrera militar, y participó en 1911 en la ocupación de Libia durante la Guerra italoturca, siguiendo destacado en Libia varios años, dedicado a operaciones de limpieza contra rebeldes libios opuestos a la colonización italiana.
Tomó parte igualmente en la Primera Guerra Mundial, recibiendo varias condecoraciones por su actuación en el frente.
En 1935 participó en la invasión de Etiopía, que culminaría con la anexión de Etiopía al Reino de Italia, distinguiéndose especialmente en la toma de la ciudad etíope de Neghelli.

### Guerra civil española
Entre 1936 y 1939 es destinado por Benito Mussolini a España, formando parte del Corpo di Truppe Volontarie, en apoyo del general Francisco Franco y de los sublevados durante la guerra civil española, asumiendo Bergonzoli el mando de la 133.ª División blindada Littorio. 
Tras el desastre sufrido por las tropas italianas al servicio de los sublevados en la batalla de Guadalajara, fue el único general italiano destacado en España que no fue sustituido por Benito Mussolini.
Por su actuación en la toma de Santander durante la campaña del norte, recibe una condecoración italiana, la Medalla de Oro al Valor Militar. A lo largo de su carrera recibió otras dos Medallas de Plata y una de Bronce. Fue uno de los artífices del llamado Pacto de Santoña, por el que los italianos aceptaron la rendición pactada de los milicianos del Ejército Popular Republicano afiliados al Partido Nacionalista Vasco. Participa igualmente en la Campaña de Aragón contra las tropas del Ejército Popular Republicano.

### Segunda Guerra Mundial
En 1940 es el comandante en jefe del XXIII Cuerpo de Ejército italiano cuando se intenta la invasión de Egipto.
El 5 de febrero de 1941, con la caída de la ciudad libia de Bardia en manos británicas tras el desastre sufrido por los italianos en la batalla de Beda Fomm, logra evitar ser capturado, al escapar vestido de paisano junto a algunos soldados, llegando a Tobruk tras una caminata a pie por el desierto de alrededor de 120 km.
Sin embargo, dos días después, el 7 de febrero, es hecho prisionero por los británicos (más exactamente, por tropas australianas de la 6.ª División australiana), tras la caída de Tobruk, siendo llevado primero a la India y luego a Estados Unidos como prisionero de guerra. 
La importancia de su captura queda de relieve por el hecho de que la revista estadounidense Time lo recogiese en su edición de 13 de enero de 1941, calificándole como líder de los voluntarios fascistas en España (leader of Fascist volunteers in Spain).

### Últimos años
Regresa a Italia en 1946, residiendo en Cannobio, su lugar de origen, hasta su fallecimiento, ocurrido el 31 de julio de 1973.

## Hoja de servicios
- 1928: Manda el 78.º Regimiento de Toscana.
- Oficial al mando del 6.º Regimiento de Aosta.
- Jefe de la Escuela de Oficiales de la Reserva en Palermo.[9]
- 1935: Jefe de la 2.ª Brigada Ligera Emanuele Filiberto Testa di Ferro.[10]
- 1937-1938: Jefe de la 133.ª División blindada Littorio durante la participación italiana en la guerra civil española.
- 1940-1941: Jefe del XXIII Cuerpo de Ejército en la Campaña en África del Norte.

## Curiosidades
Dotado de una barba poblada, sus soldados le apodaron «barba elettrica» (barba eléctrica), debido al coraje que demostraba en combate.